# 에피메테우스

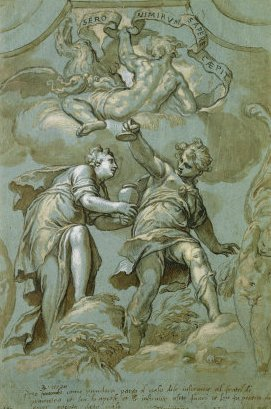

에피메테우스(그리스어: Ἐπιμηθεύς)는 그리스 신화에 나오는 거인족 신의 일원으로 이아페토스와 클리메네 (혹은 아시아) 사이에서 태어난 아들이다. 아틀라스, 프로메테우스, 메노이티오스와 형제이다.
에피메테우스는 형제인 프로메테우스와 흔히 비교된다. 형 프로메테우스의 이름은 ‘선각자(先覺者)’, ‘먼저 생각하는 사람’이란 뜻인데 비해 에피메테우스는 그 반대인 ‘후각자(後覺者’,‘뒤늦게 깨우치는 사람, 나중에 생각하는 자’란 뜻이다. 신화에서 프로메테우스는 똑똑하고 영리한 사람으로 묘사되는데 비해 에피메테우스는 어리석고 뒤늦게 후회하는 사람으로 묘사된다.

## 에피메테우스와 판도라
그리스 신화에 따르면 만물이 창조될 당시 프로메테우스와 에피메테우스는 모든 사물에 그 능력을 부여하는 역할을 맡았다. 좀 모자라고 생각하는게 굼뜬 에피메테우스는 모든 동물에게 각각의 재능과 능력을 부여하였는데 그러다 보니 가장 나중에 만들어진 인간에게는 부여해줄 재능이 하나도 남아있지 않았다. 답답해진 에피메테우스는 형 프로메테우스에게 하소연했고 프로메테우스는 제우스로부터 '불'을 훔쳐다가 인간에게 주었다. 인간은 이 불을 다룰 줄 아는 능력으로 인해 다른 동물을 압도하고 번성하게 되었다.
제우스는 자신의 뜻에 반해 인간에게 불을 사용할 능력을 준 프로메테우스를 괘씸히 여겨 코카서스의 산에 붙잡아 메어놓고 독수리가 그 간을 파 먹게 만들었다. 또한 제우스는 최초의 여자인 판도라를 만들어 에피메테우스에게 주었는데 형 프로메테우스는 아우 에피메테우스에게 제우스와 그 선물인 판도라를 조심하라고 경고했다. 에피메테우스는 형의 충고를 무시하고 아름다운 판도라를 자신의 부인으로 삼았다. 당시 에피메테우스의 집에는 만물에게 재능을 부여하고 남은, 필요없는 것, 온갖나쁜 것 들을 담아놓은 항아리가 있었는데 하루는 판도라가 그 항아리의 뚜껑를 열어 버리고 말았다. 상자안에서는 인간의 불행을 가져올 모든 나쁜 것들이 밖으로 튀어 나왔고 그 때부터 인간의 모든 질병, 불행 따위가 시작되었다고 한다. 항아리에 남은 것은 단 하나, "희망"이었다.
헤시오도스의 《신통기》에는 비슷하지만 조금 다른 이야기가 나오는데 판도라는 헤르메스에게서 이 상자를 받았다. 헤르메스는 판도라에게 호기심이라는 선물도 함께 주어 판도라가 이 상자를 열어보게 했다는 것이다.
에피메테우스와 판도라 사이에는 퓌라라는 딸이 태어났는데 퓌라는 나중에 데우칼리온의 아내가 되었고 이들이 대홍수에서 살아남아 인류의 조상이 되었다.